# Steiglitz
Steiglitz är en del av en befolkad plats i Australien. Den ligger i kommunen Gold Coast och delstaten Queensland, omkring 45 kilometer sydost om delstatshuvudstaden Brisbane. Antalet invånare är 579.
Närmaste större samhälle är Victoria Point, omkring 19 kilometer norr om Steiglitz. Genomsnittlig årsnederbörd är 1 424 millimeter. Den regnigaste månaden är januari, med i genomsnitt 275 mm nederbörd, och den torraste är oktober, med 21 mm nederbörd.